# إريك توريس (لاعب كرة قدم)
إريك توريس هو لاعب كرة قدم بيروفي، ولد في 16 فبراير 2001 في تروخيو في بيرو.